# Future World
Future World ist ein US-amerikanischer Science-Fiction-Film von James Franco und Bruce Thierry Cheung. Der Film basiert auf einer Geschichte, die von Franco geschrieben wurde, und erzählt von einem jungen Prinzen, der sich in einer postapokalyptischen Welt gemeinsam mit einem Roboter auf die Suche nach einem angeblichen Heilmittel für seine sterbenskranke Mutter macht. Am 25. Mai 2018 kam der Film in die US-Kinos.

## Handlung
In einer postapokalyptischen Zukunft kämpfen die Reste der Menschheit nach rasanten Fortschritten (u. a.) in den Bereichen Künstlicher Intelligenz und Robotik sowie einem Weltkrieg im kargen Ödland ums Überleben. Sie sind von Krankheiten und einer andauernden Hitzewelle geplagt. Der War Lord (James Franco) überfällt mit seinen Raidern eine Siedlung, in der ein Hightech-Labor versteckt ist. Darin findet er eine Androidin, Ash (Suki Waterhouse), die er aktiviert. Über eine Handfernbedienung kann er ihr Befehle erteilen.
The Queen (Lucy Liu), Chefin einer Oase (fruchtbare Zone), leidet unter hohem Fieber. Ihr Sohn Prince (Jeffrey Wahlberg) macht sich mit einigen Freunden auf den Weg, um eine Medizin für seine sterbende Mutter zu finden. Sein einziger Anhaltspunkt ist eine Postkarte von Paradise Beach, wo das angebliche Heilmittel zu finden sein soll. Dabei machen sie Rast in der vom Zuhälter Love Lord (Snoop Dogg) geleiteten Ödland-Siedlung Love Town, in der sexuelle Leistungen aller Art bis hin zu Sexsklavinnen angeboten werden. Die Gruppe erkundigt sich nach dem Weg nach Paradise Beach und erregt so die Aufmerksamkeit der Raider. Rico (Ben Youcef), ein Freund Princes, vertreibt sie mit einer Handfeuerwaffe – ein seltenes und daher wertvolles Objekt in der Einöde. Der Love Lord bietet ein Treffen mit jemandem an, der ihnen helfen könne – was aber eine Falle des War Lords ist. Ash nimmt Prince gefangen und tötet seine Freunde. Der Warlord zwingt Prince, ihn zur Oase zu führen. Unterwegs erkennt Ash, dass der War Lord alle töten wird, und entscheidet daher, Prince zu retten.
Ash wird bei der Flucht beschädigt, so dass sie sich nach erreichen einer Ruine abschaltet. Am nächsten Tag schleppt Prince sie auf einer selbstgebauten Stangenschleife bis zu den Ruinen des Seebads. Dort werden seine Hoffnungen zunichtegemacht, als sie von anderen Ödlandbewohnern gefangen genommen werden. Die herrschende Drogenbaronin (Milla Jovovich) bietet ihm das gesuchte Heilmittel zu einem hohen Preis an. Sie injiziert ihm eine Spritze, die ihn halluzinieren lässt, bevor er bewusstlos wird. Ash wird währenddessen zu Lei (Margarita Levieva) gebracht, Technikerin und Gefangene der Drogenbaronin. Sie repariert und reaktiviert Ash.
Am nächsten Tag zwingt die Drogenbaronin Prince zum Kampf mit einem ihrer Kämpfer. Sie erklärt ihm, dass er, wenn er überlebe, die Medizin bekomme und gehen könne. Prince gelingt es, seinen Gegner zu besiegen und bekommt die Medizin, aber die Drogenbaronin will Ash behalten. Später am Abend versucht Lei vergeblich, die in einer Zelle angekettete Ash zu befreien. Lei küsst sie, will sich dann aber zurückziehen, um Ash nicht auszunutzen. Doch Ash erwidert ihre Zuneigung. Am nächsten Morgen entdeckt die Drogenbaronin beide zusammen und befiehlt Lei in einem Anfall von Eifersucht, Ashs Erinnerung an das Ereignis zu löschen und sie stattdessen zu einer liebevollen Gefährtin für sich selbst umzuprogrammieren.
Derweil versucht Prince, unbemerkt einzudringen, während der War Lord mit seinen Raidern den Komplex angreift. Aufgeputscht durch Drogen, stellt die Drogenbaronin den War Lord, der sie schließlich mit der von Princes Begleiter ergatterten Handfeuerwaffe tötet. Während des Kampfes versucht Prince, Lei und Ash zur Flucht zu verhelfen, aber sie werden alle gefangen genommen. Der War Lord befiehlt Ash über die Fernbedienung, Lei und Prince zu köpfen, diese tötet aber stattdessen mehrere seiner Männer. Die drei fliehen auf zwei Motorrädern der Raider. Der War Lord und seine Leute nehmen die Verfolgung auf, aber Ash tötet ihn unterwegs.
Ash, Lei und Prince schaffen es schließlich zurück zur Oase, und Prince gibt seiner Mutter die Medizin. Ash teilt Prince mit, dass sie aufbreche, um ihresgleichen zu finden, wobei Lei sie begleitet. In einer Zwischenszene im Abspann ist zu sehen, wie Ash nach Love Town zurückkehrt und die Sexsklavinnen befreit, die dann Love Lord aus Rache für die erlittene Behandlung angreifen.

## Produktion

### Stab und Besetzung
James Franco, der im Film selbst auch die Rolle eines Bösewichts übernommen hatte, führte gemeinsam mit Bruce Thierry Cheung Regie. Cheung schrieb gemeinsam mit Jeremy Cheung und Jay Davis auch das Drehbuch zum Film. Der Österreicher Peter Zeitlinger, der 2007 für seinen Film Begegnungen am Ende der Welt, der in der Arktis im Zwei-Mann-Team mit Werner Herzog gedreht wurde, für einen Oscar nominiert wurde, fungierte als Kameramann. Die Filmmusik steuerte, Pablo Clements und James Griffith aka Toydrum bei. Der Soundtrack zum Film, der 16 Musikstücke umfasst, wurde am 14. Juni 2018 von Lakeshore Records als Download veröffentlicht.
Im Mai 2016 wurde die Besetzung einer Drogenbaronin mit Milla Jovovich bekannt. Der auch unter dem Namen George Lewis Jr. bekannte Sänger und Schauspieler Twin Shadow übernimmt im Film die Rolle von Ratcatcher. Jeffrey Wahlberg spielt den jungen Prinzen. Lucy Liu ist in der Rolle der Königin und seiner Mutter zu sehen, und Snoop Dogg spielt den Love Lord, der inmitten der verwüsteten Landschaft einen Club betreibt. James Franco, der auch die Regie des Films übernahm, spielt den War Lord, einen selbsternannten lokalen Machthaber und den Schurken im Film. Er kontrolliert in seiner Rolle auch das Drogengeschäft und ist Anführer einer Motorradgang, die alles plündert, was ihr auf ihren Touren begegnet.

### Dreharbeiten und Marketing

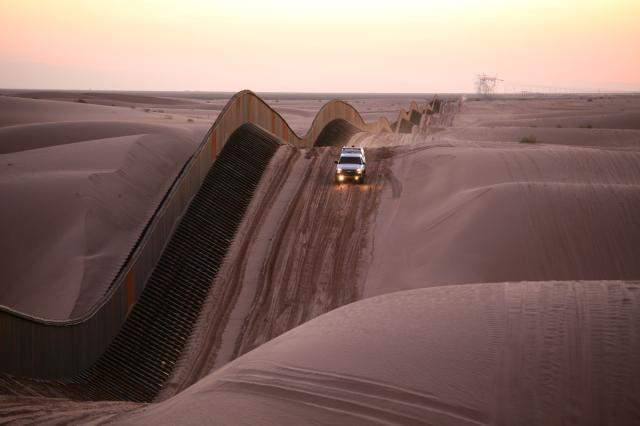
Die Colorado-Wüste erstreckt sich über die Grenze nach Mexiko

Die Dreharbeiten fanden in Palm Springs und der rund 100 Meilen entfernten Stadt Brawley statt. In der im Imperial Valley an der Grenze zu Mexiko gelegenen Stadt Brawley fanden die Dreharbeiten in einer stillgelegten Biomasse-Fabrik für Mesquiten an der Keystone Road und an weiteren Abschnitten der California State Route 111 statt, die für die Eröffnungsszene des Films verwendet wurden. Die Stadt befindet sich mitten in der Colorado-Wüste, die sich bis über die Grenze nach Mexiko erstreckt. In der Wüste hatte sich während der Dreharbeiten ein Jeep im Sand verfahren. Der Produktionsdesigner hatte nach einer Gegend gesucht, in der es echte Ruinen gibt, um die Filmsets nicht bauen zu müssen, und so Zeit und Geld einzusparen. Am gefundenen Drehort gab es zudem leerstehende Fabriken und Hotels, die gut in die Geschichte passten, die der Film erzählt. Letztlich fanden die Dreharbeiten fast ausschließlich innerhalb des Imperial Valleys, am dort gelegenen Salton Sea (bei Bombay Beach) und dem Dorf Niland und vor den dort befindlichen teils verfallenen Gebäuden statt. Dort hatten auch die Dreharbeiten für Cheungs Film Don't Come Back From the Moon stattgefunden, für den Franco gemeinsam mit Rabbit Bandini Films zuvor die Filmrechte des Romans erworben hatte. Im Mai/Juni 2016 wurden die Dreharbeiten beendet.
Im Mai 2016 veröffentlichte Method Man Fotos vom Filmset. Im September 2016 wurden weitere Setfotos veröffentlicht.

### Veröffentlichung und Verwertung
Im Oktober 2016 wurde mit Tiberius Film ein erster großer internationaler Vertrag abgeschlossen, und der Filmverleiher sicherte sich die Vertriebsrechte für Deutschland. Im April 2018 wurde ein erster Trailer zum Film vorgestellt. Am 25. Mai 2018 kam der Film in die US-Kinos. Am 10. Juli 2018 veröffentlichte Lionsgate den Film als Blu-ray, DVD und Download. Im September 2018 wurde der Film im Rahmen des Fantasy Filmfests gezeigt, Anfang Oktober 2018 beim Sitges Film Festival.

## Rezeption

### Altersfreigabe
In den USA erhielt der Film von der MPAA wegen der Darstellung von Gewalt, gezeigter Sex- und Nacktszenen und Drogenkonsums ein R-Rating, was einer Freigabe ab 17 Jahren entspricht. In Deutschland erhielt der Film eine Freigabe ab 16 Jahren.

### Kritiken
Frank Scheck von The Hollywood Reporter meint, die endlosen Verfolgungsjagden und Kampfsequenzen erwiesen sich schnell als eintönig, genauso wie die elektronische Filmmusik von Toydrum. Das männliche Zielpublikum werde jedoch erleichtert sein zu erfahren, dass Stripclubs in der Postapokalypse noch vorhanden sind. Der Rapper Snoop Dogg, der in der Rolle von Love Lord in Love Town ein entsprechendes Etablissement betreibt, liefere die unterhaltsamste Performance des Films, sei aber andererseits mit minimaler Konkurrenz konfrontiert gewesen. Da die Stripperinnen und Prostituierten im Film durch Elektroschocks kontrolliert werden, die ihnen über einen Kragen um ihren Hals gegeben werden, hofft Scheck, dass James Franco diesen Film fertiggestellt hat, bevor er sich mehreren Vorwürfen wegen sexueller Belästigung ausgesetzt sah.